# Oeuvre van Alan Hovhaness
Alan Hovhaness componeerde meer dan 400 werken. Daarbij vernietigde hij zelf minstens eenzelfde aantal. Zijn voorkeur ging uit naar klassieke structuren zoals sonate en symfonie.

## Oeuvre

### Opus 1-49
- opus 1.1 1922/6: Oror
- opus 1.2 1927: Suite voor viool en piano
- opus 2.1 1935/8: Monadnock
- opus 2.2 1931: Storm on Mount Wildcat
- opus 3 1935: Pianotrio nr. 1
- opus 4 1935: Missa Brevis (1. Introduction, 2  Kyrie, 3 Sanctus, 4 Agnus Dei, 5 Dona Nobis Pacem)
- opus 5 1935: Drie odes aan Solomon
- opus 6.1 1935/69: Toccata en fuga nr. 1
- opus 6.2 1951: Toccata en fuga  op een Kabardin lied
- opus 7 1936: How I Adore Thee
- opus 8 1936: Strijkkwartet nr. 1
- opus 9 1926/62: Pianokwintet nr. 1
- opus 10.1 1935: Prelude en fuga nr. 1
- opus 10.2 1935: Prelude en fuga  nr. 2
- opus 10.3 1935: Prelude en fuga  nr. 3
- opus 11 1937: Vioolsonate
- opus 12 1935: Sonate ricercare voor piano
- opus 13 1935/7: Prelude en Fuga
- opus 14 1948: Tapor (Processional)
- opus 15 1948: Suite voor band
- opus 16 1952: Fantasie voor piano
- opus 17.1 1936/70: Celloconcert
- opus 17.2 1936/72: Ballingschapssymfonie, Symfonie nr. 1
- opus 18 1963: Variations en Fuga
- opus 19 1947: Angelic Song Cantata
- opus 20.1 1937/61: Nocturne voor harp
- opus 20.2 1956: Nocturne voor dwarsfluit  en harp
- opus 21 1933: Suite voor althobo  en fagot
- opus 22 1937: Mystic Flute
- opus 23 1949: Makiko, suite voor hobo en fagot
- opus 24.1 1938: Yar Nazani (The Lover Who Desired to Please)
- opus 24.2 1938: Vaspooragan
- opus 25 1935: Lament
- opus 26 19??: Behold, God is My Help (Psalm 54)
- opus 27 1968: O Lord, God of Hosts (Psalm 89)
- opus 28 1968: O Lord, Rebuke Me Not (Psalm 6)
- opus 29 1935: Layla
- opus 30 1966: Vier bagatelles voor strijkkwartet
- opus 31 1939/42: Twee Shakespearesonnetten (Nos. 29, 30)
  - 1 Starlight of Noon; 2 O World
- opus 33 1936/67: 7 Love-Songs of Hafiz
- opus 34 1927/62: Watchman, Tell Us of the Night
- opus 35 1962: The Lord's Prayer
- opus 36 1931/66: Twee ghazals voor piano
- opus 36.1 1931: Dansghazal
- opus 37 1946: Vijag voor 2 piano’s
- opus 38 1944: Thy Hair is Like a Basil Leaf (Mazert Nman Rehani)
- opus 39 1945: Artinis (Urarduan Sun God)
- opus 40.1 1940: Psalm en fuga
- opus 40.2 1940: Halleluja en fuga
- opus 41 1967: Protest en Prayer
- opus 42 19??: I will rejoice in the Lord (Habakkuk 3)
- opus 43 1943: Twaalf Armeense volksliedjes
- opus 44 1944: Celestial Fantasy
- opus 45 1944: Armeense rapsodie nr. 1
- opus 46 1941/62: Let Us Love One Another (John 4)
- opus 47.1 1944: Varak
- opus 47.2 1939-43: Arshaluis (Dawn)
- opus 48 1944: Lousadzak
- opus 49 1948: Khrimian Hairig

### Opus 50-99
- opus 50 1944: Elibris
- opus 51 1944: Armeense rapsodie nr. 2
- opus 52.1 1943: Lousang Kisher (Moonlight Night)
- opus 52.2 1956: Slumber Song
- opus 52.7 1951: Lullaby
- opus 53.1 1935: Jesus, Lover of my Soul
- opus 53.2 1944: Tzaikerk
- opus 54.1 1945: 5 Invocations to Vahakn
- opus 54.1 1946-51: 'Hakhpat' Sonate voor piano en percussie
- opus 55.1 1945: Vanadour (Armenian God of Hospitality)
- opus 55.2 1946: Farewell to the Mountains
- opus 56.1 1944: Chahagir (Torch-Bearer)
- opus 56.2 1946: Yeraz (The Dream)
- opus 56.4 1959: Hercules
- opus 57.1 1944: Anahid: The Mother Goddess
- opus 57.2 1948: Vosdan
- opus 58 1947: Sharagan en fuga
- opus 59 1949: Is There Survival? (King Vahaken)
- opus 60 1945: Mihr (Ancient Armenian Fire God)
- opus 61.5 1947: Divertimento 'Vahan'
- opus 62 1946: Etchmiadzin (opera)
- opus 62b: The Prayer of Saint Gregory
- opus 63 1944: Griekse rapsodie nr. 1 voor piano
- opus 64.1 1948: Achtamar
- opus 65.1 1946: Avak the Healer Cantata
- opus 65.1 He Touches the Broken Heart
- opus 66.1 1946 Kohar
- opus 66(2) 1946: 'Agori' Concerto c
- opus 67 1946: Saris
- opus 68 1951: Sing Aloud (Psalm 81)
- opus 69 1951-66: 'Sanahin' Partita voor orgel
- opus 70 1967: 5 Brass Fantasies
- opus 71 1948: Haroutiun (Resurrection)
- opus 72 1967: Canzona en Fuga
- opus 73.1 1951: Kirghiz Suite
- opus 73.2 1947: Shatakh
- opus 74 1960: Demilune (9 liederen, tekst Consuelo Cloos)
- opus 75 1948: Sosi – Forest of Prophetic Sounds
- opus 76 1948: 30th Ode of Solomon Cantata
- opus 76. :Overture c
- opus 76.5: Processional en Fuga
- opus 77 1948: Piano Concerto Nr. 2 "Zartik Parkim (Awake, My Glory)"
- opus 78 1948: Artik
- opus 79 1967: 6 dansen voor koperkwintet
- opus 80 1962: I Have Seen the Lord (John 20)
- opus 81 1949: Janabar
- opus 82 1956: Transfiguration Cantata (Mark 9)
- opus 83 1969: Hymn to Yerevan
- opus 84 1950: Twee liederen op teksten van  Jean Harper
  - 1 Black Pool of Cat;2 Innisfallen
- opus 85 1951: Fantasy on an Ossetin Tune
- opus 86 1951: Make Haste (Psalm 70)
- opus 87 1951: 4 Motetten
  - 1 Why Hath Thou Cast Us Off? ;2 Unto Thee, O God; 3 Keep Not Thy Silence;4 Praise Ye the Lord
- opus 88 1951: Concert nr. 1 voor orkest "Arevakal" (Season of the Sun)
- opus 89a 1957: Concert nr. 2 voor viool en strijkers
- opus 89 1951: Concerto voor strijkers “Sivas”
- opus 90 1951: Upon Enchanted Ground
- opus 91 1951/4: Khaldis
- opus 92 1952: Orbit Nr. 1
- opus 93.1 1951: Talin voor altviool strijkers
- opus 93.1 1971: Talin, versie voor klarinet en strijkers
- opus 93.2 1967: I Will Lift Up Mine Eyes (Psalm 121)
- opus 93.2a: My Help Cometh From the Lord
- opus 93.2b: The Lord Shall Preserve Thee from All Evil
- opus 94 1948: Concert nr. 3 'Diran, the Religious Singer'
- opus 95 1950: Drie liederen op teksten van Jean Harper
  - 1 Describe Me;2 Green Stones;3 Fans of Blue
- opus 96 1967: Suite voor piano
- opus 97 1952: Kwartet nr. 1
- opus 98.19??: Partita voor piano en strijkers
- opus 98.2 1952: Concert nr. 4 voor orkest
- opus 98.3 195?: Concert nr. 5 voor piano en strijkers
- opus 99 1951: Suite voor viool, piano en percussie

### Opus 100-149
- opus 100 1956: Triptych 
  - 1 1955 Ave Maria;2 1952 Christmas Ode (As on the Night);3 1955 The Beatitudes
- opus 100.3b 1955: Jesus Christ is Risen Today
- opus 100.4 1953: Paascantate
- opus 101 1951: 'Hanna' Quartet
- opus 102 1952: Orbit nr. 2 voor piano
- opus 103 1951: Jhala
- opus 104.6 1952: Allegro on a Pakistan Lute Tune
- opus 105 1966: Make a Joyful Noise Cantata 
  - 1 Make a Joyful Noise;2 Save Me, O God;3 Give Ear to My Prayer;4 Make His Praise Glorious
- opus 106 1951: Gamelan en Jhala voor carillon
- opus 107 1964: Islen Sunrise (Sunrise – Puerto Rico)
- opus 108 1966: Viool en Percussiesextet
- opus 109 1964: Pianokwintet nr. 2
- opus 110 1962: twee sonaten voor koto
- opus 111.1 1952: Pastorale nr. 1
- opus 111.2 1951: Hymn to a Celestial Musician
- opus 112 1950: Kwartet nr. 2
- opus 113 1965: Drie haikus
- opus 114 1953: Concert nr. 7 voor harmonica
- opus 115 1953: Canticle
- opus 116 1953: Concert nr. 7 voor orkest
- opus 117 1957: Concert nr. 8 voor orkest
- opus 118 1964: Sonate nr. 1 voor solo dwarsfluit
- opus 119(1-3) 1931-55: Mountain Idylls
- opus 120 1962: Sonatine voor piano
- opus 121 1968: Sonate voor ryuteki en sho
- opus 122 1954: Duet voor viool en klavecimbel
- opus 123 1954: Vision from High Rock
- opus 124 1954: Glory to God (Luke 2)
- opus 125 1954: The Flowering Peach
- opus 126 1955: The Stars
- opus 127 1954: Sonate voor harp
- opus 128 1936/54: Prelude en quadrupelfuga
- opus 129 1955: Tower Music
- opus 130 1964: Sonate voor 2 hobo’s en orgel
- opus 131 1954: The Brightness of Our Noon
- opus 132 1955: Symfonie nr. 2
- opus 133.1 1954: The World Beneath the Sea, 1
- opus 133.2 1963: The World Beneath the Sea, 2
- opus 134 Immortality
- opus 135 1942/53: October Mountain Suite
- opus 136 1962: Ko-ola-u voor 2 pianos
- opus 137 1958: O God, Our Help in Ages Past (Psalm 90)
- opus 138 1953: Dawn Hymn voor organ
- opus 139 1953: O Lady Moon
- opus 140 1935/60: The God of glory thundereth (Psalm 27 en 117)
- opus 141 1955: Anabasis (teksten door St.-John Perse, T.S. Eliot)
- opus 142 1938/59: Out of the Depths (Psalm 130)
- opus 143 1956: Ad Lyram (tekst door Quintus Horatius Flaccus)
- opus 144 1937: Macedonian Mountain Dance
- opus 144a 1964: Macedonian Mountain Dance
- opus 144b 1937/62: Mountain Dance nr. 2
- opus 145 1956: Sonate voor piano
- opus 146 1955/65: To the God Who is in the Fire (Sh'vet Upanishad 2)
- opus 147 1950: Strijkkwartet nr. 2
- opus 148 1956: Symfonie nr. 3
- opus 149 1936-59: Hear My Prayer, O Lord (Psalm 143)

### Opus 150-199
- opus 150 1956: Zeven Griekse volksdansen 
  - 1 The Selybrian Syrtos; 2 Sweet-Basil Green;3 Karagouna;4 Tsaconian Dance;5 Pastoral;6  Sousta;7 Hassapiko.
- opus 151 1957: O Goddess of the Sea
- opus 152 1957: Do You Remember the Last Silence?
- opus 153 1967: Dawn at Laona (1 Prelude;2 Vision of Dark Places; 3 The Hosts Flew White;4 Motionless Breath)
- opus 154 1957: Persephone
- opus 155 1958: Meditation on Orpheus
- opus 156 1932: The Moon Has a Face (tekst door Robert Louis Stevenson)
- opus 157 1958: Magnificat
- opus 158 1958: Look Toward the Sea (Kings 17/18)
- opus 159 1960/5: Blaaskwintet
- opus 160 1958: Praise Ye Him, All His Angels (Psalm 148)
- opus 160a : Let Them Praise the Name of the Lord
- opus 161 1958: O for a Shout of Sacred Joy
- opus 162 1958: Unto Thee Will I Cry (Psalm 28)
- opus 163 1963: In Memory of an Artist, Suite
- opus 164.1 1958: Sextet voor blokfluit, klavecimbel en strijkkwartet
- opus 164.2 1952: Shepherd of Israel (Psalm 80)
- opus 165 1957: Symfonie nr. 4
- opus 166 1958: Suite voor accordeon
- opus 167 1958: Glory to Man (teksten John Lovejoy Elliott)
- opus 168 1958: Child in the Garden
- opus 169 1954/60: Live in the Sun
- opus 170 1953/63: Symfonie nr. 5 "Short"
- opus 171 1962: Sonate voor hichiriki en sho
- opus 172 1959: Blue Flame, opera
  - 1 Village of Trees;2 Black City;3 Forest of Endless Snow;4 Village of Trees
- opus 173 1959: Symfonie nr. 6
- opus 174 1959: 'Ivivace' Accordeonconcert
- opus 175 1946/59: Lake of Van; sonate voor piano
- opus 176.1 1947/59: Madras; sonate voor piano
- opus 176.2 1947-51: Venovk (The Troubadour) voor piano
- opus 177 1950/1: Shalimar Suite voor piano
- opus 178 1959: Symfonie nr. 7
- opus 179 1947: Symfonie  nr. 8 "Arjuna"
- opus 180 1950: Sint Vardan Symfonie (symfonie  nr.  9)
- opus 181 1960: Koke No Niwa "Moss Garden"
- opus 182 1960/4: Fuji Cantata [tekst Yamabe no Akahito]
  - 1 Prelude; 2 1st Chorus; 3 1st Vision of Fuji; 4 2nd Chorus;5 2nd Vision of Fuji; 6 3rd Chorus; 7 3rd Vision of Fuji);
- opus 183 1962: Wind Drum opera (libretto: componist)
  - 1 Ouverture; 2 Stone, Water;3 Dance of Ocean Mist;4 Islen of Mist; 5 Dance of Waving Branches;6 Snow Mountain;7 Dance of New Leaves;8 Three Hills;9 Dance of Singing Trees; 10 Moan; 11 Dance of the Black-Haired Mountain Storm ;12 Time, Turn Back; 13 The flute  of Azura (Celestial Sounds of Azura Heaven); 14 Sun, Melt; 15 Dance of Spring Winds; 16 Trees Singing; 17 Dance of Steep Hills; 18 Approach, O Spirit; 19 Dance of Ocean Slumber; 20 One, Compassionate – Ever; 21 Lullaby of Ocean Night
- opus 184 1959: Symfonie nr. 10 "Vahaken"
- opus 185 1959/62: The Burning House, opera
- opus 186 1960/9: Symfonie nr. 11
- opus 187 1951/60: From the end of the earth
- opus 188 1969: Symfonie  nr. 12 “Psalm 23” (1 Andante; 2 The Lord is My Shepherd 3 Bird of Dawn;4 He Leadeth Me
- opus 188a :Psalm 23 – Cantate uit symfonie  nr. 12
- opus 189 1944: Armeense rapsodie nr. 3
- opus 190 1943/53: Symfonie  nr. 13 "Ardent Song"
- opus 191 1957: Poseidon; sonate voor piano
- opus 192 1959: Bardo; sonate voor piano
- opus 193(1) 1961: Cellosuite
- opus 193(2) 1965: Yakamochi voor solo cello
- opus 193(2/2): Jhala c
- opus 194 1960: Symfonie nr. 14
- opus 195 1960: Mountain of Prophecy
- opus 196 1963: Pialte (opera) [libretto componist)
- opus 197 1962: Spirit of the Avalanche (opera) (libretto componist)
- opus 198 1962: Drie visioenen van Sint Mesrop
- opus 199 1962: Symfonie nr. 15

### Opus 200-249
- opus 200 1962: Sonate voor trompet en orgel nr. 1
- opus 201 1962: Strijktrio nr. 1
- opus 202 1962: Symfonie nr. 16 "Kayakeum"
- opus 203 1963: Symfonie nr. 17
- opus 203a : Bacchanale
- opus 204 1963: Circe ballet c
- opus 204a 1963: Symfonie  nr. 18 "Circe"
- opus 205 1963: Mysterious Horse Before the Gate
- opus 206 1963: In the Beginning Was the Word (John 1)
- opus 207 1963: Meditation on Zeami
- opus 208(1) 1968: Strijkkwartet nr. 3
- opus 208(2) 1970: Strijkkwartet nr. 4
- opus 209 1964: Floating World - Ukiyo
- opus 210 1964: Bare November Day voor keyboard
- opus 211 1964: Fantasy on Japanese Woodprints (Hanga Genso)
- opus 212 1968: Dark River en Distant Bell
- opus 213 1959: Return and Rebuild the Desolate Places
- opus 214 1967: Visionary Landscapes
- opus 215 1965: The Travellers (opera) (libretto: componist)
- opus 216 1965: Ode to the Temple of Sound
- opus 217 1966: Symfonie nr. 19 "Vishnoe"
- opus 218 1967: The Holy City
- opus 219 1967: The Leper King (opera) (libretto: componist)
- opus 220 1967: Fra Angelico
- opus 221 196?: Adoration Cantata (tekst: componist)
- opus 222 1969: Praise the Lord with Psaltery (Psalms 33, 146 en 150)
- opus 223 1968: Symfonie nr. 20
- opus 224 1968: Requiem and Resurrection
- opus 225 1968: Mountains and Rivers without End
- opus 226 196?: Vibration Painting
- opus 227 1969: Lady of Light Cantate
- opus 228 1969: Shambala
- opus 229.1 1970: And God Created Great Whales
- opus 229.2 1970: A Rose for Emily (ballet)
- opus 230 1970: The Spirit of Ink
- opus 231 1968: Night of the Soul
- opus 232 196?: 2 Consolations
- opus 233 196?: All the World's a Dance of Snobbery
- opus 234 1968: Symfonie nr. 21
- opus 235 1968: St. Nerses the Graceful
- opus 236 1970: Symfonie nr. 22
- opus 237 1960/4: Nagooran
- opus 238 1944/9: Vier liederen
- opus 239 1945: The Flute Player of the Armenian Mountains
- opus 240 1971: Komachi
- opus 241 197?: Drie Tsamicos en Fuga
- opus 242 1971: Vier liederen
- opus 243 1971: Saturnus
- opus 244 1971: Islen of Mysterious Bells
- opus 245 1971: The Garden of Adonis
- opus 246 1971: 4 Motetten 
  - 1 David Wept voor Slain Absalom;2 The Word of Our God ;3 Heaven;4 A Rose Tree Blossoms
- opus 247 1971: Hermes Stella; sonate voor piano
- opus 248.1 1951: Afton Water (operette) ([libretto William Saroyan)
- opus 248.2 1952: Drie improvisaties voor band
- opus 248.2a: Impromptu on a Bansri Tune
- opus 248.2b: Impromptu on a Bengal Tune (My Boat is on Land)
- opus 248.2c: Impromptu on a Pakistan Lute Tune
- opus 248,3 1953: The Pitchman ballet
- opus 248.4 1954: The Spook; sonate voor altosaxofoon en 3 pianos
- opus 249 1972: Symfonie nr. 23

### Opus 250-299
- opus 250 1972: Ruïnes van Ani
- opus 251 1976: Khorhoort Nahadagats (Mystery of the Holy Martyrs), 17 gebeden
- opus 252(1) 1972: Firdausi
- opus 252(2) 1972: Shah Name (Kings Book of Kings) c
- opus 252(3) 1972: 7 Love-Songs of Saris
- opus 253 1971: Spirit Cat Suite
- opus 254 197?: Twee liederen
  - 1 Divinity; 2 Dissolved into Nothingness
- opus 255 1932/72: Cellosonate
- opus 256 1927/72: Hermit Bell-Ringer of the Tower
- opus 257 1973: For the Waters Are Come
- opus 258 1972: Drie madrigalen (1 The Pencil of the Holy Ghost; 2 My Sorrow is My Love; 3 They All Laugh)
- opus 259 1972: Drie motetten (Hovhaness) (1 Peace be Multiplied; 2 Psalm 67; 3 Wisdom)
- opus 260 1973: Dream of a myth, ballet
- opus 261 1973: Les Baux
- opus 262 1973: Klarinetkwartet
- opus 263 1973: Night of a White Cat
- opus 264.1 1973: Trio nr. 1 "Tumburu" voor piano, viool  en cello
- opus 264.2 1973: Trio nr. 2 "Varuna" voor piano, viool  en cello
- opus 265 1973/4: Twee bijbelliederen
  - 1 How Long Wilt Thou Forget Me?;2 Let Not Your Heart Be Troubled
- opus 266 1973: Sonate voor twee fagotten
- opus 267 1973: Harpconcert
- opus 268 1973: Vier motetten
- opus 269.1 1972: Though Night is Dark
- opus 269.2,3 1973: 2 Songs of Faith
- opus 269.4 1978: Jesus Meek and Mild
- opus 270 1973: Suite voor harp
- opus 271 1973: Pastorale en fuga  voor 2 dwarsfluiten
- opus 272 1973: Dawn at Mt. Tahoma
- opus 273 1973: Symfonie nr. 24
- opus 274 1973: 3 Sasa Songs
- 1 Where's My Cat?;2 Melancoly Cat;3 Sasa's Tarantella
- opus 275 1973: Symfonie nr. 25
- opus 276 1974: O Lord, Bless Thy Mountains
- opus 277.1 1977: Sonate voor contrabas
- opus 277.2 1974: Fantasy voor contrabas
- opus 278.1 197?: To the Cascade Mountains
- opus 278.2 197?: Ode to the Cascade Mountains
- opus 279 1975: The Way of Jesus
- opus 280 1975: Symfonie  nr. 26
- opus 281.1 1975: Fanfare for the New Atlantis
- opus 281.2 1974: Psalm to St. Alban
- opus 282 : Simple Mass (circa 1975)
- opus 283 1975: Pericles (opera)
- opus 284 1976: Ode to Freedom
- opus 285 1976: Symfonie nr. 27
- opus 286 1976: Symfonie nr. 28
- opus 287 1976: Strijkkwartet nr. 5
- opus 288 1977: Meditation on Mount Monadnok; sonatine voor piano
- opus 289 1976: Symfonie nr. 29
- opus 290 1976: Suite voor vier trompetten en trombone
- opus 291 1976: Suite voor Altsaxofoon en Gitaar
- opus 292 1977: Glory Sings the Setting Sun
- opus 293 1952/76: Symfonie  nr. 30
- opus 294 1977: Symfonie nr. 31
- opus 295 1976: Septet
- opus 296 1977: Symfonie  nr. 32 "The Broken Wings"
- opus 297 1977: Sonate voor twee klarinetten
- opus 298 1977: How I Love Thy Law Cantata
- opus 299(1) 1977: Mount Belknap; sonate voor piano
- opus 299(2) 1977: Mount Ossipee; sonate voor piano
- opus 299(3) 1977: Mount Shasta; sonate voor piano

### Opus 300-349
- opus 300 1977: Suite voor dwarsfluit en gitaar
- opus 301 1977: Fred the Cat; sonate voor piano
- opus 302 1977: Sonate voor hobo en fagot
- opus 303 1977: Ananda; sonate voor piano
- opus 304 1977: A Presentiment
- opus 305 1977: Celestial Canticle
- opus 306 1977: Sonate nr. 1 voor klavecimbel
- opus 307 1977: Symfonie nr. 33 “Francis Bacon”
- opus 308 1975: The Rubaiyat of Omar Khayyam
- opus 309 1978: Sketchbook of Mr. Purple Poverty Sleeping Cat
- opus 310 1977: Symfonie nr. 34
- opus 311 1978: Symfonie nr. 35 "Ah-ak"
- opus 312 1978: Symfonie nr. 36 voor dwarsfluit  en orkest
- opus 313 1978: Symfonie nr. 37
- opus 314 1978: Symfonie nr. 38
- opus 315 1978: Drie liederen
  - 1 Genri; 2 Mysterious Harp;3 Strange Little Cat
- opus 316 1978: Sonate nr. 1 voor gitaar
- opus 317 1978: Sonate voor solo bas- of altfluit
- opus 318 1978: Sonate nr. 2 voor klavecimbel
- opus 319 1978: Sunset on Mount Tahoma; sonate
- opus 320 1978: Teach Me Thy Way
- opus 321 1978: Symfonie nr. 39
- opus 322 1978: Sonate voor clarinet en klavecimbel
- opus 323 1978: Tale of the Sun Goddess Going into the Stone House [tekst door Hinako Fujinara]
  - aria "O, Joy at the Dawn of Spring"
- opus 324 1979: Symfonie nr. 40 “Koperkwartet”
- opus 325 1979: Gitaarconcert
- opus 326 1979: Sonate nr. 1 voor koperkwintet
- opus 327 1979: Love Song Vanishing into Sounds of Crickets
- opus 328 1979: Sonate nr. 2 voor koperkwintet
- opus 329 1979: Sonate nr. 2 voor gitaar
- opus 330 1979: Symfonie nr. 41
- opus 331 1979: Trio voor drie saxofoons
- opus 332 1979: Symfonie nr. 42
- opus 333 1979: Vier nocturnes voor twee saxofoons en piano
- opus 334 1979: Symfonie nr. 43
- opus 335 1980: Mount Chocorua; sonate voor piano
- opus 336 1979; Sonate nr. 3 voor klavecimbel
- opus 337 1979: On Christmas Eve, a Child Cried Out
- opus 338 1960: Copernicus
- opus 339 1980: Symfonie nr. 44
- opus 340 1979: Blue Job Mountain; sonate voor piano
- opus 341 1972: Griekse rapsodie nr. 2
- opus 342 1954: Concert voor twee piano’s ook wel Symfonie nr. 45
- opus 343 1980: Revelations of St. Paul
  - 1 Prelude;2 From Paul, Apostle of Christ Jesus;3 All Scripture is Inspired by God;4 For Us There is One God;5 We Know That Our Old Self Was Crucified With Him;6 If You Confess With Your Lips That Jesus is Lord;7 We Know That in Everything God Works for Good;8 What Then Shall We Say to This?;9 If You Give to Charity, Give With All Your Heart;10 If We Live, We Live for the Lord;1) But He Who Doubts is Condemned;12 We See Divine Retribution Revealed from Heaven;1) But All Alike Have Sinned;14 Through His Act of Liveration;15 If I Have Faith Strong Enough to Move Mountains;16 No Wonder We Do Not Lose Heart;17 And to Keep Me From Being too Elated;18 But the Lord Said to Me;19 For Freedom Christ Has Set Us Free;20 A Man Who is Unspiritual;21 Do You Not Know That Your Body is a Shrine;22 We Are Afflicted in Every Way;23 Flesh and Blood Can Never Possess the Kingdom of God;24 For the Trumpet Will Sound;25 Awake, Sleeper, Rise from the Dead;26 Amen.
- opus 344 1980: Sopraansaxofoonconcert
- opus 345 1980: Catamount; sonate voor piano
- opus 346 1980: Prospect Hill; sonate voor piano
- opus 347 1980: Symfonie nr. 46
- opus 348 1980: Symfonie nr. 47 "Walla Walla, Len of Many Waters"
- opus 349 1981: Sonate nr. 2 voor trompet en orgel "The Divine Fountain"

### Opus 350-399
- opus 350.1 1981: Stars Sing Bell Song
- opus 350.2 1981: Pleiedes
- opus 351 1939/81: Corruption in Office voor piano
  - 1 Bribery Scene;2 Grandeur of Office;3 Devil's Dance
- opus 352 1981: Orgelsonate
- opus 353 1981: Lalezar (4 liederen)
- opus 354 1981: Journey to Arcturus; sonate voor piano
- opus 355 1981: Symfonie nr. 48
- opus 356 1981: Symfonie nr. 49
- opus 357 1981: Sonate nr.  4 voor klavecimbel "Daddy Long-Legs"
- opus 358 1981: Psalm voor koperkwartet
- opus 359 1981: God is Our Refuge en Strength
- opus 360 1982: Symfonie nr. 50
- opus 361 1982: Sonate nr. 5 voor klavecimbel
- opus 362 19??: Cascade Mountains Dances voor piano
- opus 363 1982: Lake Winnipesaukee Sextet
- opus 364 1982: Symfonie nr. 51 voor trompet en strijkers
- opus 365 1982: Shigue (tekst Haruo Sato)
- opus 366 1982: Top Hirohige's Cat; sonate voor piano
- opus 367 1982: On the long total eclipse of the moon; sonate voor piano
- opus 368 1982: Tsugouharu Fuhita's Sleeping Cat; sonate voor piano
- opus 369 1982: Lake Sammamish; sonate voor piano
- opus 370 1984: Love's Philosophy (tekst Percy Bysshe Shelley)
- opus 371 1982: Sonate voor altviool  en piano "Campuan"
- opus 372 1983: Symfonie nr. 52 "Journey to Vega"
- opus 373 1983: Prelude en fuga voor koperkwartet
- opus 374 1983: Spirit of Trees
- opus 375 1983: Sonate voor klarinet en piano
- opus 376 1983: The Waves Unbuild the Wasting Shore Cantata (tekst Oliver Wendell Holmes)
- opus 377 1983: Symfonie nr. 53
- opus 378 1983: Symfonie nr. 54
- opus 379 1983: Symfonie nr. 55
- opus 380 1983: Symfonie nr. 56
- opus 381 1983: Symfonie nr. 57 "Cold Mountain" (tekst: Han-Shan/Burton Watson)
- opus 382 1983: Sonatine voor orgel
- opus 383 1983: Killer of Enemies ballet
- opus 384 1985: Starry Night
- opus 385 1984: Cantate Domino (Psalm 98)
- opus 386 1984: Orgelsonate nr. 2 "Invisible Sun"
- opus 387 1984: Sonate voor altblokfluit en klavecimbel
- opus 388 1986: Lilydale voor piano
- opus 389 1985: Symfonie nr. 58 "Symfonie  Sacra" (tekst Joseph F. McCall)
- opus 390 1985: Sonate voor piano "Cougar Mountain"
- opus 391 1977: The Spirit's Map (drie liederen) (tekst Jean Harper) 
  - 1 Distant Age;2 The Day;3 Their Ways
- opus 392 1984: Mountain under the Sea
- opus 393 1977: Dawn on a Mountain Lake voor contrabas en piano
- opus 394 1985: Gitaarconcert nr. 2
- opus 395 1986: Symfonie nr. 59 "Bellevue"
- opus 396 1985: Symfonie nr. 60 "To the Appalachian Mountains"
- opus 397 1986: Symfonie nr. 61
- opus 398 1977: Srpouhi voor viool en piano
- opus 399 1986: Sonate voor piano

### Opus 400-434
- opus 400 1986: A Friendly Mountain (tekst componist)
- opus 401 1986: Bless the Lord Cantata (Psalm 104)
- opus 402 1988: Symfonie nr. 62 "Oh Let Man Not Forget These Words Divine" (tekst Francis Bacon/William Shakespeare)
- opus 403 1986: Strijktrio nr. 2
- opus 404 1986: Chomulungma (Mount Everest); sonate voor koperkwartet
- opus 405 1987: Mount Katahdin; sonate voor piano
- opus 406 1987: Sonate voor dwarsfluit  (of viool ) en harp
- opus 407 1987: The Frog Man (opera) (tekst M. Hamma)
- opus 408 1987: God the Reveller ballet
- opus 409 1987: Duet voor viool  en cello
- opus 410 1987: The Aim was Song
- opus 411 1988: Symfonie nr.  63 "Loon Lake"
- opus 412 1954: Concert nr. 9 voor piano en strijkers
- opus 413 1988: Concert nr. 10 voor piano, trompet en strijkers
- opus 414 1988: Sonate nr. 6 voor klavecimbel
- opus 415 1988: Trio voor klarinet, viool  en piano "Lake Samish"
- opus 416 198?: Sno Qualmie
- opus 417 1988: Why is My Verse so Barren of New Pride? (Sonnet nr.  68)(tekst: William Shakespeare)
- opus 418 1989: Out of Silence Cantata (tekst: Eugene Messer)
- opus 419 1989: Consolation voor piano
- opus 420 1950: Sonate nr. 7 voor klavecimbel  "Journey to Sanahin"
- opus 421 19??: Sonates voor gitaar, nrs  Nos 3-5
- opus 422 19??: Symfonie nr. 64 "Agiochook"
- opus 423 1992: Sonate voor altviool
- opus 424 19??: hermit Thrush; sonate voor orgel
- opus 425 1934: 3 liederen
  - 1 Foothills; 2 The Lake;3 Fog
- opus 426 1950: Dream Flame
- opus 427 1991: Symfonie nr. 65 "Artstakh"
- opus 428 1992: Symfonie nr. 66 "Hymn to Glacier Peak"
- opus 429 1991: Symfonie nr. 67 "Hymn to the Mountains"
- opus 430 1992: Hoboconcert
- opus 431 1993: Vioolconcert nr. 2
- opus 432 1994: 2 Choral Songs ‘Pastime With Good Company’, ‘The Baby’s Dance’
- opus 433 1995: How Lovely Are Thy Dwellings
- opus 434 1995: Habakkuk